# Bolesław Kośny
Bolesław Kośny (ur. 16 kwietnia 1893 w Chróścicach, zm. 7 czerwca 1921 w Zębowicach) – powstaniec śląski.
W księdze chrztów, zgodnie z obowiązującym wówczas prawem, został zapisany jako Boleslaus Koschny. Jego rodzice, Szymon Kośny i Maria z domu Urban, mieli pięcioro dzieci, w kolejności urodzenia: Armand, Czesław (1887), Bronisława (1892), Bolesław i Julian (1903).
Ojciec rodziny, Szymon Kośny, był z zawodu stolarzem, prowadzącym własny warsztat. Swoje dzieci wychowywał w duchu polskim. Był korespondentem wydawanej przez Bronisława Koraszewskiego „Gazety Opolskiej”. Prowadził też własną polską bibliotekę, liczącą kilkadziesiąt tomów. Angażował się w życie publiczne, wspierając swą pracą kampanie wyborcze polskich kandydatów do ówczesnych niemieckich władz.
Bolesław Kośny ukończył w Chróścicach katolicką szkołę ludową. Potem zdobył fach i zdążył nawet przez krótki czas popracować. Wkrótce trafił jednak do armii a następnie na pierwszą wojnę światową. Po wojnie wrócił do Chróścic. W 1920 roku uczestniczył w II powstaniu śląskim.
Gdy 3 maja 1921 wybuchło III powstanie śląskie, Bolesław wraz z innymi powstańcami z Chróścic i Dobrznia Wielkiego znalazł się w opolskich kompaniach Grupy „Północ”, operującej w okolicach Radawia, Kadłuba Wolnego i Zębowic. Podczas walk w Zębowicach, 7 czerwca 1921, Bolesław poległ. Pochowano go w jednym z bezimiennych grobów. Rodzinie nie udało się ustalić w którym.

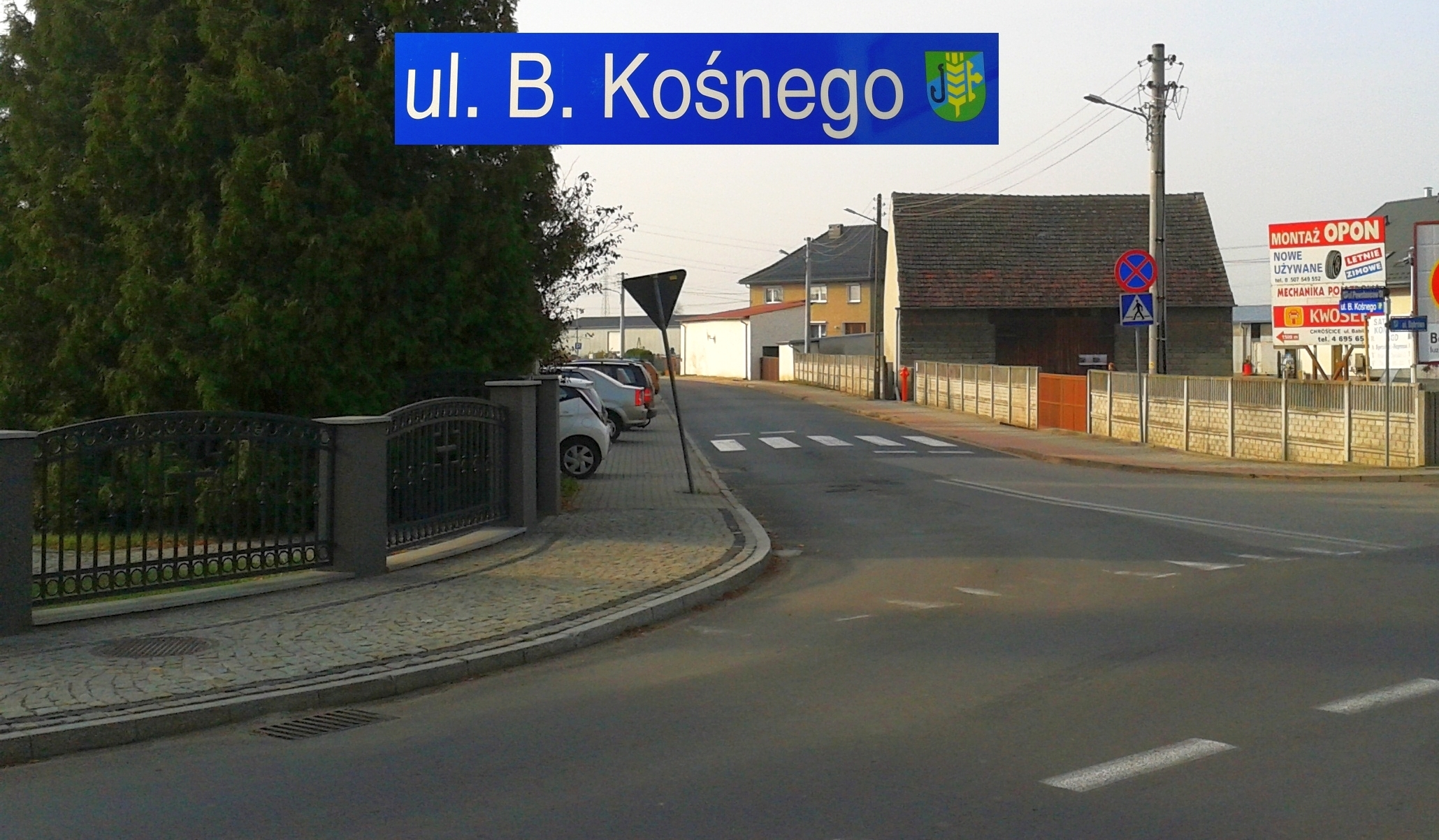
Ulica Bolesława Kośnego w Chróścicach

Dr Adriana Dawid, historyk z Uniwersytetu Opolskiego, w swej książce Kośni z Chróścic. Dzieje rodu na tle przemian Śląska XIX i XX w., zamieszcza wykaz 42 powstańców śląskich z Chróścic. Bolesław jest wśród nich jedynym, który poległ w powstaniu. Po wojnie, z inicjatywy powstańców śląskich i członków Związku Polaków w Niemczech, ulicę w Chróścicach, przy której stał dom rodzinny Bolesława Kośnego, nazwano jego imieniem.
Z Chróścic jest znana rodzina Kośnych, do której należeli Augustyn Kośny, Maksymilian Kośny i inni zasłużeni dla polskości Śląska Opolskiego. Nie są oni jednak spokrewnieni z rodziną Bolesława Kośnego.